# Bullapur, Manvi
Bullapur là một làng thuộc tehsil Manvi, huyện Raichur, bang Karnataka, Ấn Độ.